# Mieroszów
Mieroszów [mʲɛˈroʃuf] (deutsch: Friedland) ist eine Stadt im Powiat Wałbrzyski der Woiwodschaft Niederschlesien in Polen. In der Nähe verläuft in Ost, Süd und West die Grenze zu Tschechien. Der Grenzübergang Golińsk – Meziměstí (Göhlenau – Halbstadt) liegt einen Kilometer südlich der Stadt.

## Geographische Lage
Die Stadt liegt im Waldenburger Bergland im Tal der Steine, etwa 15 Kilometer südwestlich von Wałbrzych (Waldenburg) und 79 Kilometer südwestlich von Breslau.
Nachbarorte sind Kowalowa (Schmidtsdorf) im Norden, Sokołowsko (Görbersorf) im Nordosten, Nowe Siodło (Neudorf) im Osten, Golińsk (Göhlenau) im Süden und Różana (Rosenau) im Nordwesten. Östlich erhebt sich auf tschechischem Gebiet der 880 m hohe Berg Ruprechtický Spíčák (Ruppersdorfer Spitzberg).

## Geschichte

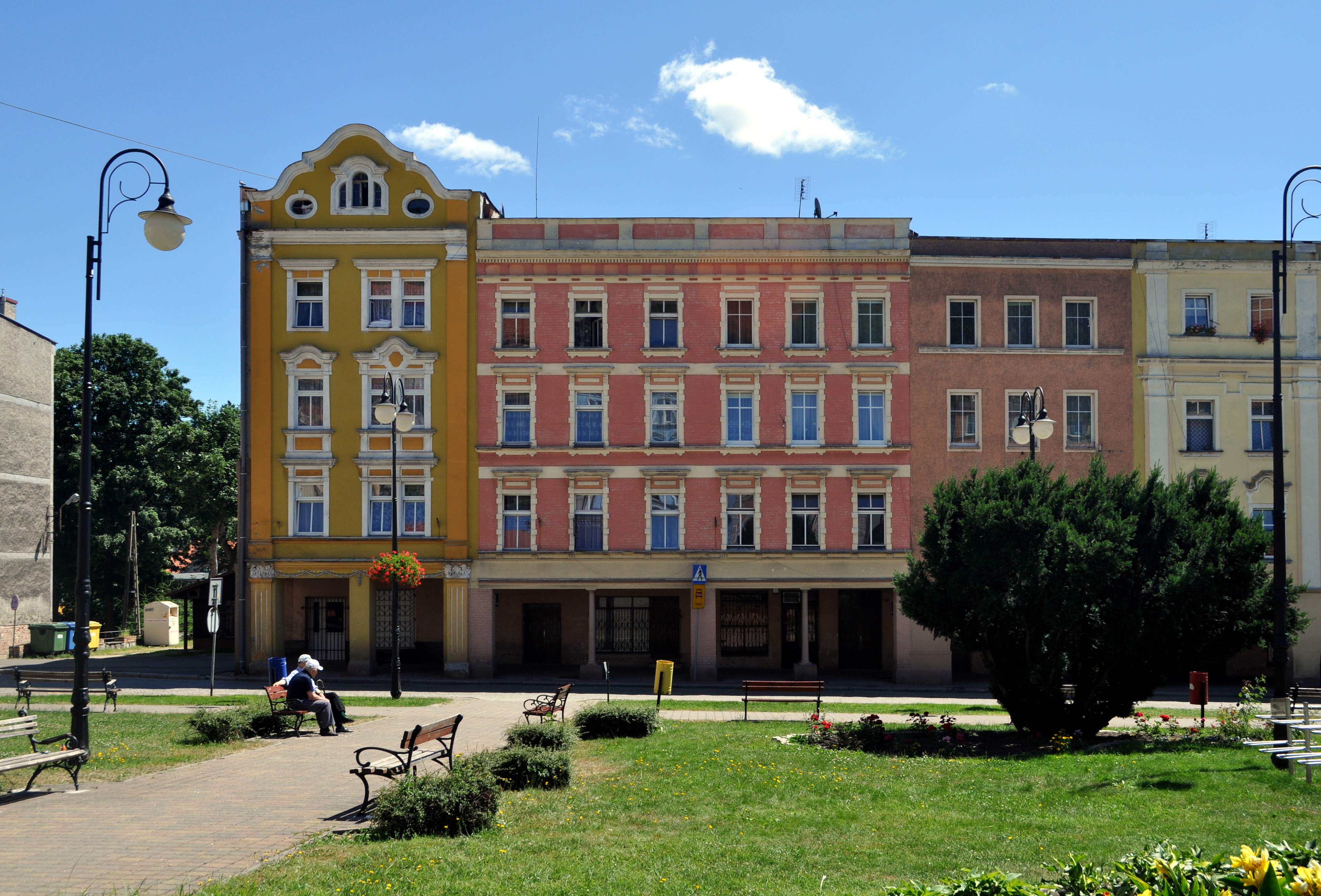
Hauptplatz der Stadt

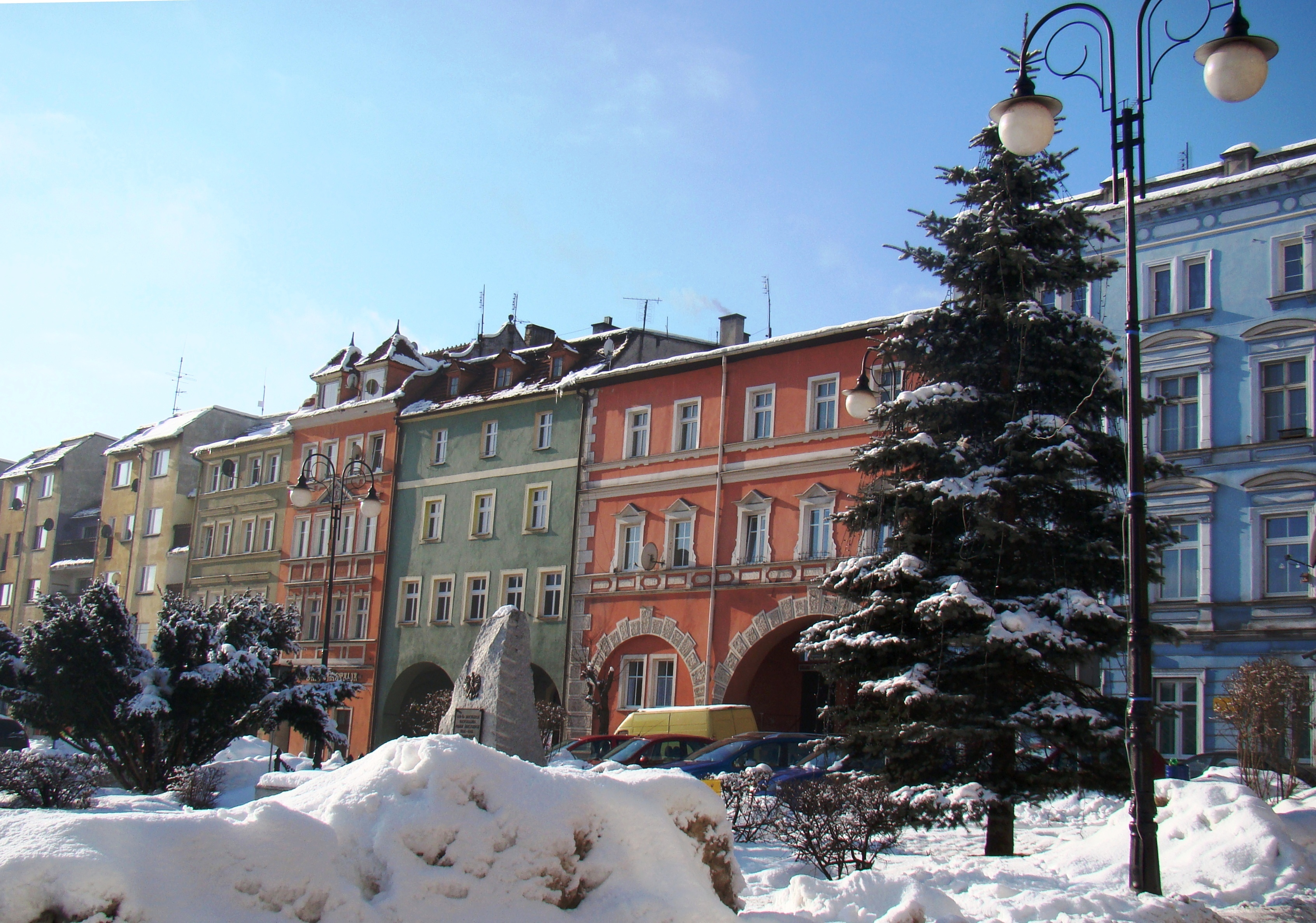
Häuser am Marktplatz

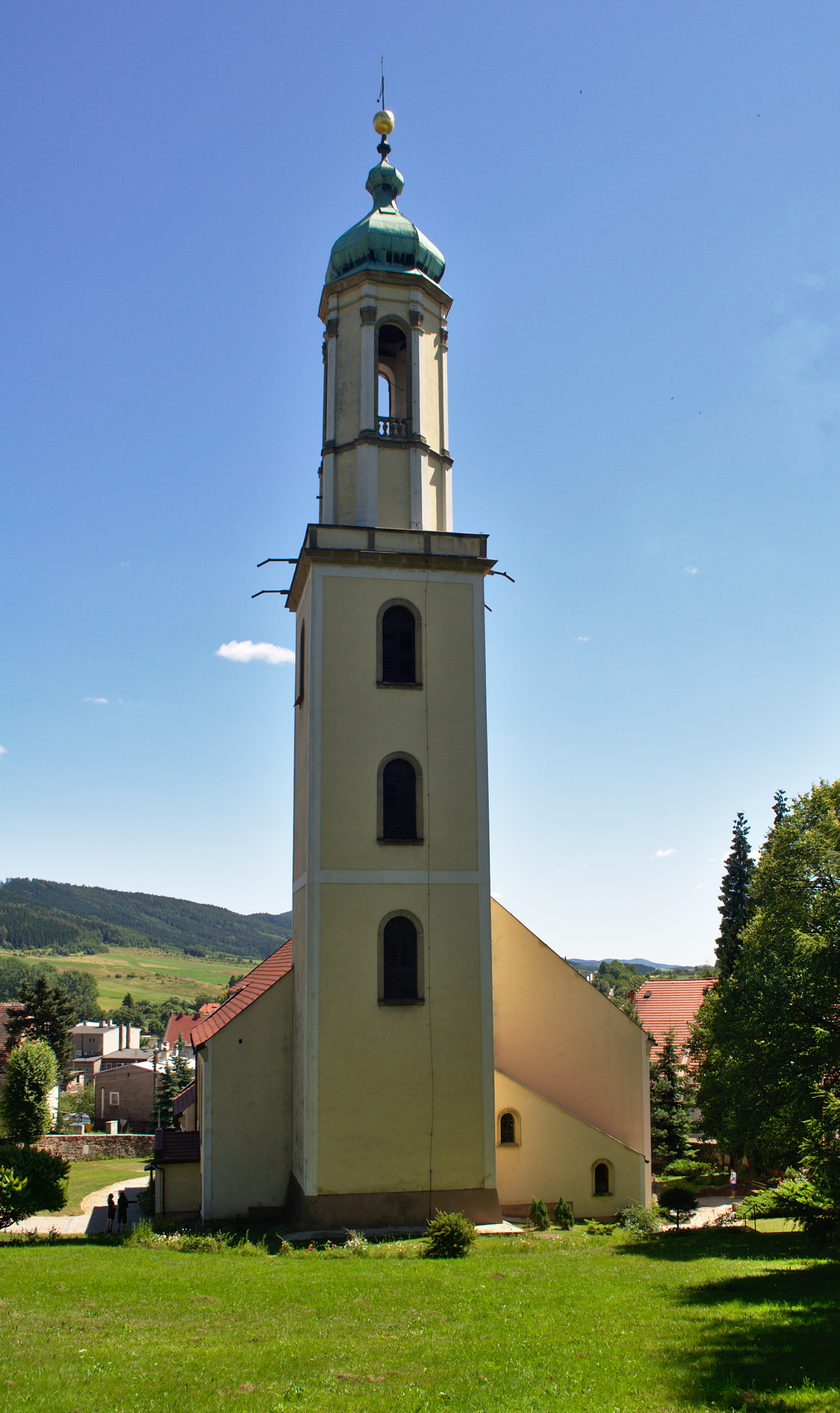
Pfarrkirche St. Michael

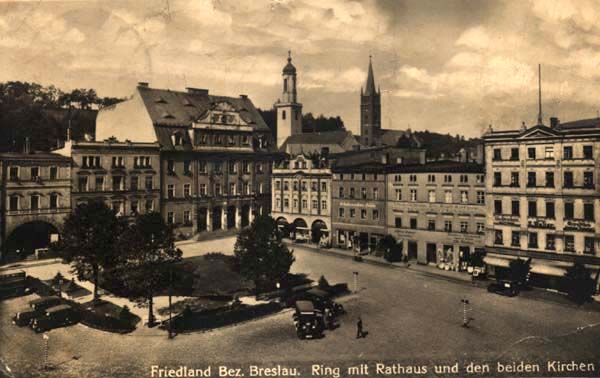
Ring mit Rathaus und den beiden Kirchen um ca. 1930

Die Besiedlung des oberen Steinetales, das damals verwaltungsmäßig zum Glatzer Land gerechnet wurde, erfolgte um 1250 durch das böhmische Benediktinerkloster in Politz. Erstmals erwähnt wurde Friedland im Jahre 1350 in einer Aufzählung der zum böhmischen Burgbezirk der Freudenburg gehörenden Ortschaften. Vor 1354 erhielt Friedland Stadtrecht. Die in einer Chronik genannte Jahreszahl 1325 für die Stadtgründung ist quellenmäßig nicht belegt. Zusammen mit der Freudenburg gelangte Friedland 1359 an Herzog Bolko II. und nach dessen Tod 1368 erbrechtlich an Böhmen, wobei dessen Witwe Agnes von Habsburg bis zu ihrem Tod 1392 ein Nießbrauch zustand. Während der Hussitenkriege wurde Friedland weitgehend zerstört und um 1470 wieder aufgebaut. Ab 1497 gehörte Friedland zur Herrschaft Fürstenstein, die ab 1509 zunächst als Pfandbesitz und Anfang des 17. Jahrhunderts als Erbbesitz den Grafen von Hochberg (Hohberg; Hoberg) gehörte. Sie führten um 1550 die Reformation ein, wodurch die Pfarrkirche als evangelisches Gotteshaus genutzt wurde. 1554 wurde ein Rathaus auf der Mitte des Rings und 1574 die erste Schule errichtet. 1608 erhielt Friedland das erste Stadtwappen.
Im Dreißigjährigen Krieg wurden am 22. Juli 1644 das Rathaus, die Kirche, die Schule und 82 Häuser durch ein Feuer zerstört und danach wieder aufgebaut, wobei das Rathaus. 1664 wurde die Pfarrkirche an die Katholiken zurückgegeben. Im selben Jahr wurde Friedland, das bis dahin zum Erzbistum Prag gehörte, dem Bistum Breslau zugeschlagen.
Nach einer Erbteilung im Jahr 1669 wurde die Herrschaft Friedland neu gebildet und gelangte an Graf Maximilian von Hochberg auf Göhlenau. Er führte als Konvertit die Rekatholisierung durch und drangsalierte seine Untertanen. Nach seinem Tod im Jahre 1700 fiel Friedland wiederum an die Herrschaft Fürstenstein. Für das Jahr 1737 ist eine katholische Schule belegt.
Nach dem Ersten Schlesischen Krieg fiel Friedland zusammen mit dem größten Teil Schlesiens 1742 an Preußen. Im selben Jahr wurde ein evangelisches Bethaus errichtet und der evangelische Schulunterricht wieder eingeführt. Wegen seiner Lage an der nun preußisch-böhmischen Grenze musste die Stadt auch im Zweiten Schlesischen Krieg und im Siebenjährigen Krieg militärische Durchmärsche und Drangsalierungen erdulden. Im 18. Jahrhundert ernährte sich die Bevölkerung neben der Landwirtschaft und dem Handwerk überwiegend von der Leinenherstellung. 1797 wurde Leinen im Wert von 110.421 Talern ausgeführt. Auch in den Napoleonischen Kriegen zog Militär von oder nach Böhmen und plünderte die Stadt.
Nach der Neugliederung Preußens gehörte Friedland seit 1815 zur Provinz Schlesien und war ab 1818 dem Landkreis Waldenburg eingegliedert, mit dem es bis 1945 verbunden blieb. 1839 wurde die erste mechanische Weberei gegründet, der zwischen 1847 und 1880 vier weitere folgten. Für das Jahr 1840 sind 187 Wohnhäuser nachgewiesen und 1876 wurde eine Zeitung gegründet. 1877 erhielt Friedland einen Bahnanschluss an der Strecke Niedersalzbrunn–Halbstadt, die 1914 elektrifiziert wurde. Ab 1879 war die Stadt Sitz eines Amtsgerichts. 1880 wurde ein neues Rathaus errichtet und das alte Rathaus in der Ringmitte abgetragen. Zum 1. April 1895 erfolgte die Eingemeindung von Altfriedland, wodurch die Zahl der Einwohner bis 1905 auf 5068 anstieg. 1925 wurde das 700-jährige Bestehen gefeiert. 1939 lebten 4386 Menschen in Friedland.
Als Folge des Zweiten Weltkriegs fiel Friedland 1945 mit dem größten Teil Schlesiens an Polen. Nachfolgend wurde es durch die polnische Administration in Mieroszów umbenannt. Die deutsche Bevölkerung wurde, soweit sie nicht vorher geflohen war, weitgehend vertrieben. Die neu angesiedelten Bewohner waren teilweise Zwangsumgesiedelte aus Ostpolen, das an die Sowjetunion gefallen war.
1975 bis 1998 gehörte Mieroszów zur Woiwodschaft Wałbrzych (Waldenburg). Obwohl Friedland im Zweiten Weltkrieg keine Zerstörungen erlitten hatte, setzte nach 1945 wegen der abgelegenen Grenzlage ein Verfall der Stadt ein. 1957 waren fast ein Drittel der Bausubstanz völlig verfallen, noch einmal der gleiche Anteil der Häuser wies starke Schäden auf. Nach 1989 wurden die Häuser am Ring rekonstruiert. Von wirtschaftlicher Bedeutung ist vor allem die holzverarbeitende Industrie.

## Stadtwappen
Das Stadtwappen von Friedland zeigt eine weiße Stadtmauer mit zwei Türmen auf rotem Grund, in einem geöffneten Tor zeigt sich ein schwarzer Eber. Der Wappenschild ist von einer goldenen fünfzackigen Mauerkrone bekränzt.

## Gemeinde
Die Stadt- und Landgemeinde Mieroszów umfasst ein Territorium von 76,17 km², auf dem etwa 7500 Einwohner leben. Zu ihr gehören die Ortschaften:
- Golińsk (Göhlenau)
- Kamionka (Steinau)
- Kowalowa (Schmidtsdorf) mit Ługowina (Blitzengrund), Malinowa (Fuchswinkel) und Unisław Dolny (Nieder-Waltersdorf)
- Łączna (Raspenau)
- Nowe Siodło (Neudorf)
- Różana (Rosenau)
- Rybnica Leśna (Reimswaldau)
- Sokołowsko (Görbersdorf) mit Kolonie Büttnergrund[1]
- Unisław Śląski (Langwaltersdorf)

## Sehenswürdigkeiten
- Die Pfarrkirche St. Michael (Koćiół Św. Michała) wurde an der Stelle eines Vorgängerbaus im 15. Jahrhundert errichtet und 1601–1603 erweitert. Nach den teilweisen Zerstörungen im Dreißigjährigen Krieg erfolgte ein Wiederaufbau und 1714–1717 ein Umbau. Der Hauptaltar stammt aus der ersten Hälfte des 18. Jahrhunderts, die Figuren der Hll. Peter und Paul sowie die Seitenaltäre im Stil des Neubarock entstanden nach 1865. Das Gemälde des Hauptaltars mit der Heiligen Sippe schuf der Friedländer Maler Karl Wohnlich. Die Altäre unter den Emporen sowie die Kanzel wurden in der ersten Hälfte des 17. Jahrhunderts geschaffen, das Taufbecken ist von 1647.
- Südöstlich der Kirche liegt das Pfarrhaus und die ehemalige katholische Schule. Beide Gebäude wurden in der zweiten Hälfte des 16. Jahrhunderts errichtet und 1647 wieder aufgebaut.
- Nordöstlich der Kirche liegen das ehemalige evangelische Pfarrhaus und die evangelische Schule.
- Mehrere Bürgerhäuser, teilweise mit Laubengängen, aus dem 16. bis 19. Jahrhundert.

## Bevölkerungsentwicklung
| 1707 | 0430 |       |  |      |      |                    |
| 1763 | 0835 |       |  |      |      |                    |
| 1825 | 0964 |       |  |      |      |                    |
| 1840 | 0986 |       |  |      |      |                    |
| 1890 | 2528 | [ 2 ] |  | 1900 | 4871 | meist Evangelische |
| 1933 | 4682 | [ 2 ] |  |      |      |                    |
| 1939 | 4386 | [ 2 ] |  |      |      |                    |
| 1961 | 4386 |       |  |      |      |                    |
| 2007 | 4441 |       |  |      |      |                    |

## Söhne und Töchter der Stadt
- Melchior Friebe (1629–1690), Mediziner
- Wilhelm von Merckel (1803–1861), Jurist und Schriftsteller
- Karl Wohnlich (1824–1885), Historien-, Genre- und Bildnismaler
- Fedor Krause (1857–1937), Neurochirurg
- Alfred Gauglitz (1916–1988), Kirchenmaler, Restaurator und Bildhauer
- Heribert Glatzel (bekannt als Heribert Friedland; 1927–2015), Künstler und Maler
- Sieglinde Scholz-Amoulong (* 1945), Featureautorin und Regisseurin.